# Jock Carter
John Henry Carter, hay Jack or Jock Carter (11 tháng 11 năm 1910  – 2 tháng 7 năm 1992) là một cầu thủ bóng đá. Ông sinh ra ở Aylesbury.
Trong sự nghiệp ông thi đấu ở vị trí tiền đạo trung tâm cho Watford, Reading và Ipswich Town và trở thành vua phá lưới ở mùa giải đầu tiên 1936-37 tại câu lạc bộ chuyên nghiệp. Sau khi giải nghệ, Carter dành thời gian làm việc phục vụ ở sân vận động của Reading, Elm Park. Ông mất ở Reading, hưởng thọ 81 tuổi.